# Alegeri legislative în Germania, 2009
Alegerile federale germane pentru alegerea unui nou Bundestag au avut loc la data de 27 septembrie 2009 pe întregul teritoriu al Republicii Federale Germania. Principalii competitori pentru funcția de cancelar au fost: Angela Merkel (din partea fracțiunii parlamantare CDU/CSU), Frank-Walter Steinmeier (SPD) și Guido Westerwelle (FDP).

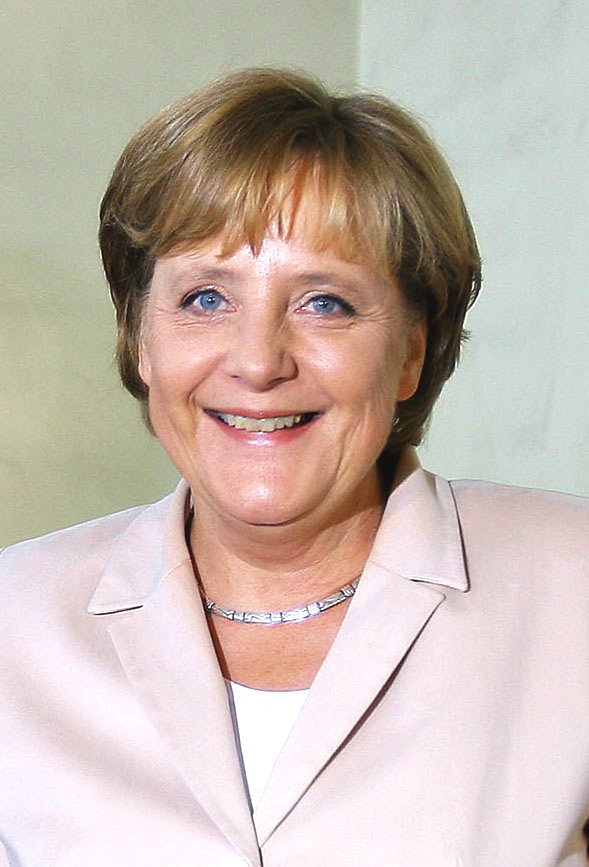
Angela Merkel, cancelară (CDU)
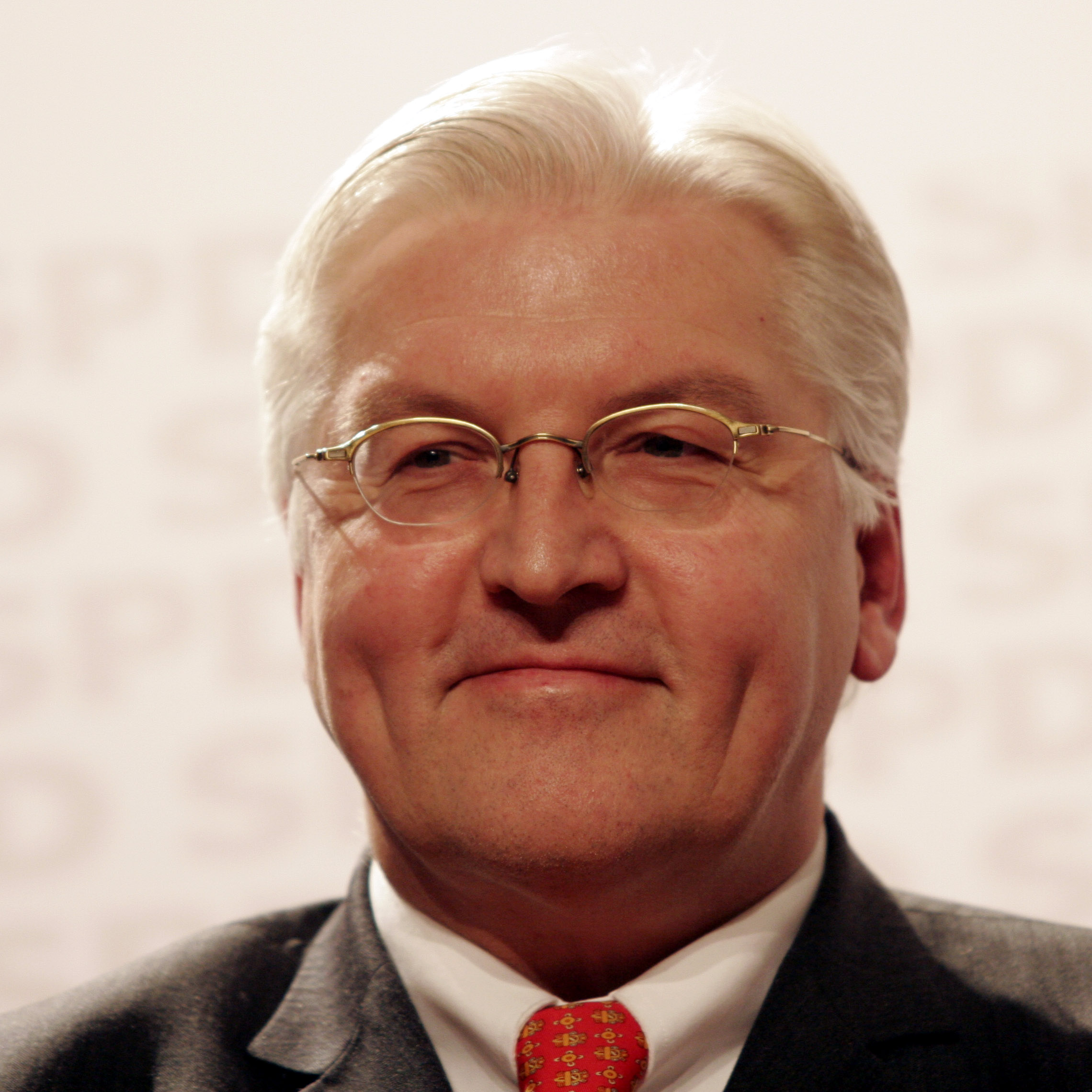
Frank-Walter Steinmeier, fost vicecancelar (SPD)
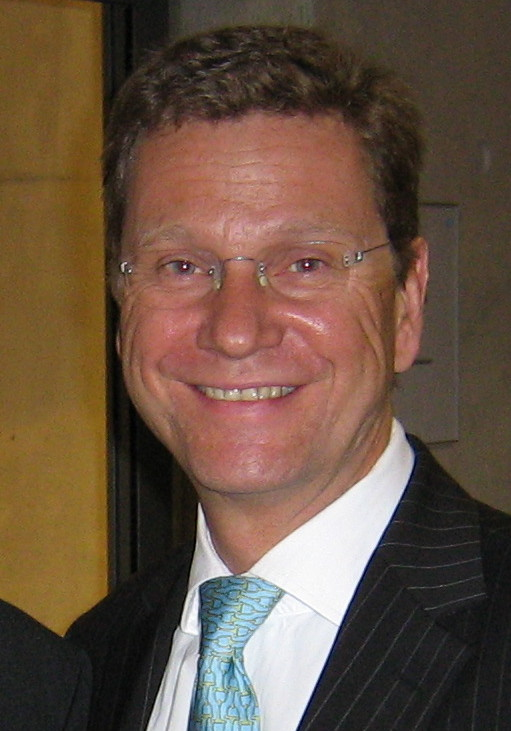
Guido Westerwelle, preşedinte al liberalilor (FDP), nou vicecancelar

## Rezultate preliminarii
| Partid              | Voturi     | Procente | Mandate directe | Mandate de listă | Mandate suplimentare | Mandate în Bundestag |
| ------------------- | ---------- | -------- | --------------- | ---------------- | -------------------- | -------------------- |
| CDU*                | 11.828.277 | 27,3     | 194             | 173              | 21                   | 194                  |
| CSU*                | 2.830.238  | 6,5      | 45              | 42               | 3                    | 45                   |
| SPD                 | 9.990.488  | 23,0     | 64              | 146              | 0                    | 146                  |
| FDP                 | 6.316.080  | 14,6     | 0               | 93               | 0                    | 93                   |
| DIE LINKE. (Stânga) | 5.155.933  | 11,9     | 16              | 76               | 0                    | 76                   |
| GRÜNE (Verzii)      | 4.643.272  | 10,7     | 1               | 68               | 0                    | 68                   |
| PIRATEN             | 847.870    | 2,0      | 0               | 0                | 0                    | 0                    |
| NPD                 | 635.525    | 1,5      | 0               | 0                | 0                    | 0                    |
| Tierschutzpartei    | 230.872    | 0,5      | 0               | 0                | 0                    | 0                    |
| REP                 | 193.396    | 0,4      | 0               | 0                | 0                    | 0                    |

(* CDU și CSU formează împreună în Bundestag o singură fracțiune parlamentară numită CDU/CSU sau și Christliche Union ("Uniunea Creștină").
Rezultatele acestor alegeri au condus la o nouă coaliție guvernamentală, de data asta între CDU/CSU și FDP, instituită la 28 octombrie 2009 sub conducerea aceleiași cancelare Angela Merkel (CDU).